# Micrococcales
Ordre
Les Micrococcales sont un ordre de bactéries filamenteuses à Gram positif de la classe des Actinomycetes. Son nom provient de Micrococcus qui est le genre type de cet ordre (LPSN (26 octobre 2023)).

## Taxonomie
Cet ordre est proposé en 1940 par A.R.Prévot, et est validé par l'ICSP dans une publication de l'International Journal of Systematic bacteriology en 1980.

## Liste des familles
En 2023, d'après LPSN (26 octobre 2023), cet ordre comporte 19 sous-taxons, dont 17 familles validement publiées : 
- Beutenbergiaceae, Zhi et al. 2009
- Bogoriellaceae, Schumann & Stackebrandt 2000
- Brevibacteriaceae, Breed 1953 (Approved Lists 1980)
- Cellulomonadaceae, Stackebrandt & Prauser 1991
- Demequinaceae, Ue et al. 2011
- Dermabacteraceae, Stackebrandt et al. 1997
- Dermacoccaceae, Schumann & Stackebrandt 2000
- Dermatophilaceae, Austwick 1958 (Approved Lists 1980)
- Intrasporangiaceae, Rainey et al. 1997
- Jonesiaceae, Stackebrandt et al. 1997
- Kytococcaceae, Nouioui et al. 2018
- Microbacteriaceae, Park et al. 1995
- Micrococcaceae, Pribram 1929 (Approved Lists 1980)
- Ornithinimicrobiaceae, Nouioui et al. 2018
- Promicromonosporaceae, Rainey et al. 1997
- Rarobacteraceae, Stackebrandt & Schumann 2000
- Ruaniaceae, Tang et al. 2010

Il comporte aussi un genre incertae sedis, Pengzhenrongella, et une famille, Tropherymataceae, non validement publiée.